# Radošovice (Říčany)
Radošovice (německy Radoschowitz) je součástí města Říčany v okrese Praha-východ. Nachází se na severovýchodě města, leží na celém území katastrálního území Říčany-Radošovice. Prochází tudy silnice I/2 (jako ulice Černokostelecká). Je zde evidováno 650 adres. Původní střed vsi (náves) tvoří dnešní ulice U Památné lípy. Součástí Radošovic je i letovisko u rybníka Jureček a část přilehlého romantického údolí Rokytky.
Radošovice jsou součástí města Říčany od 1. ledna 1953.

## Galerie

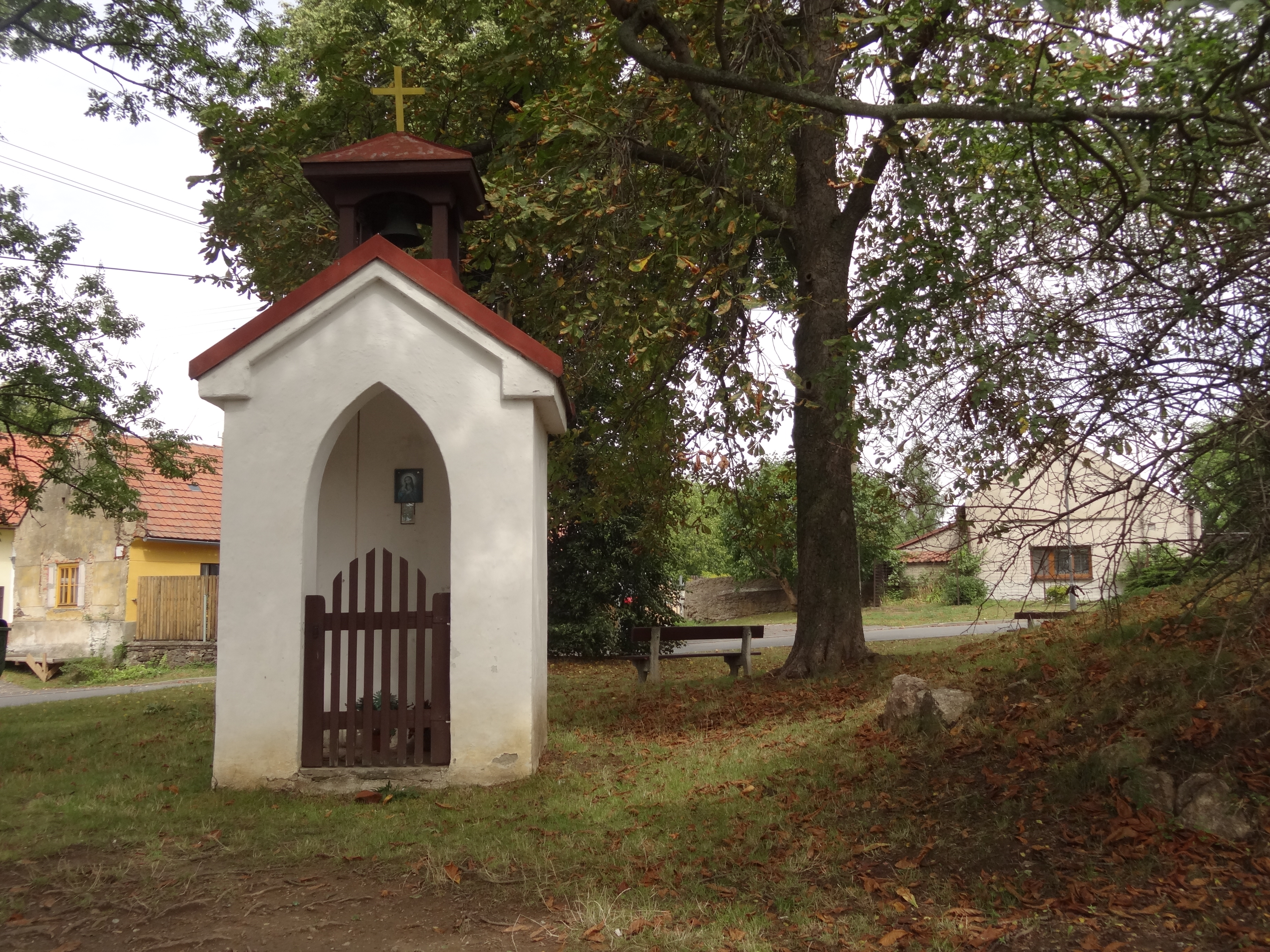
Kaple na staré radošovické návsi (dnes ul. U Památné lípy)
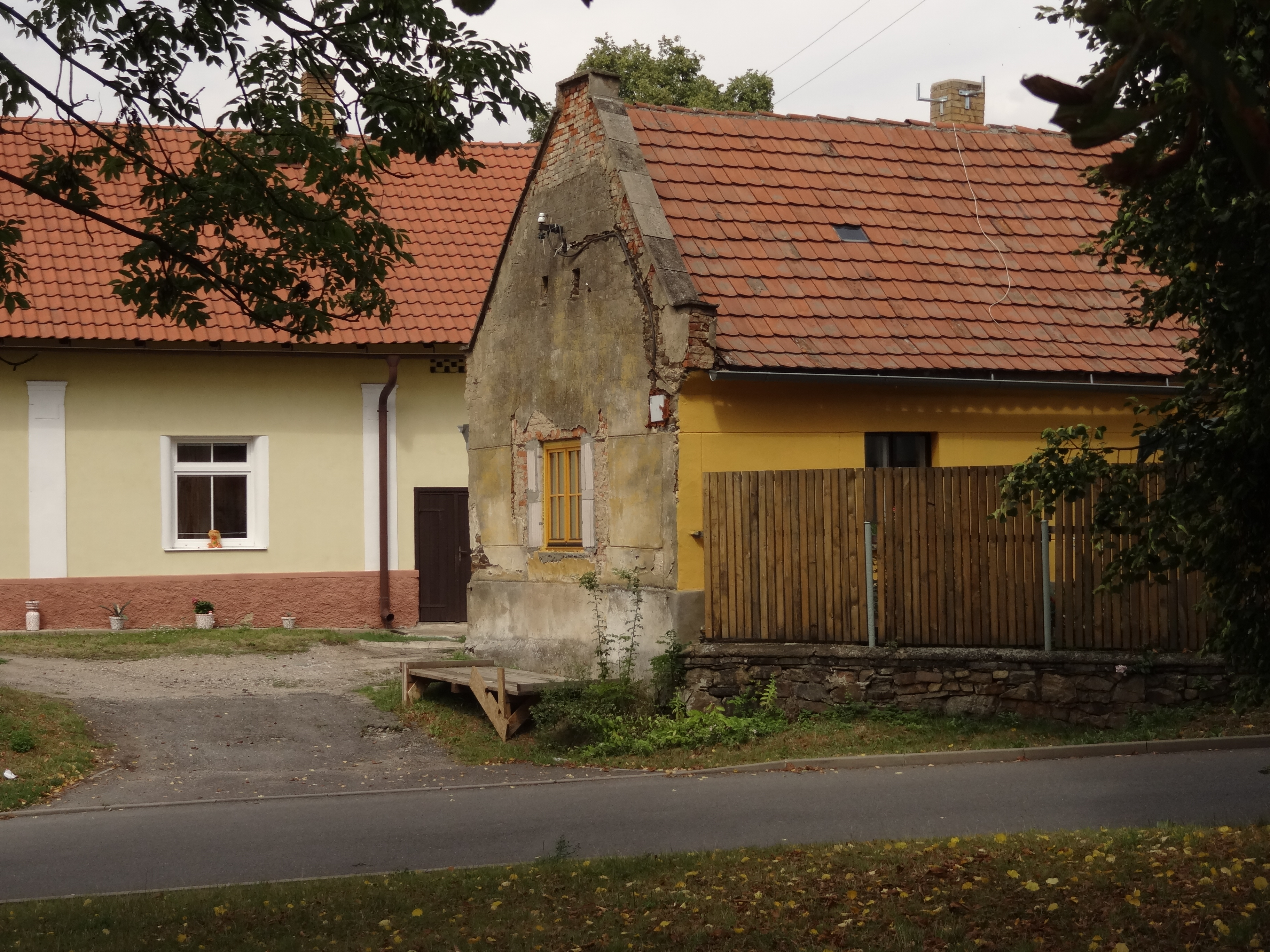
Chalupy v západní části návsi
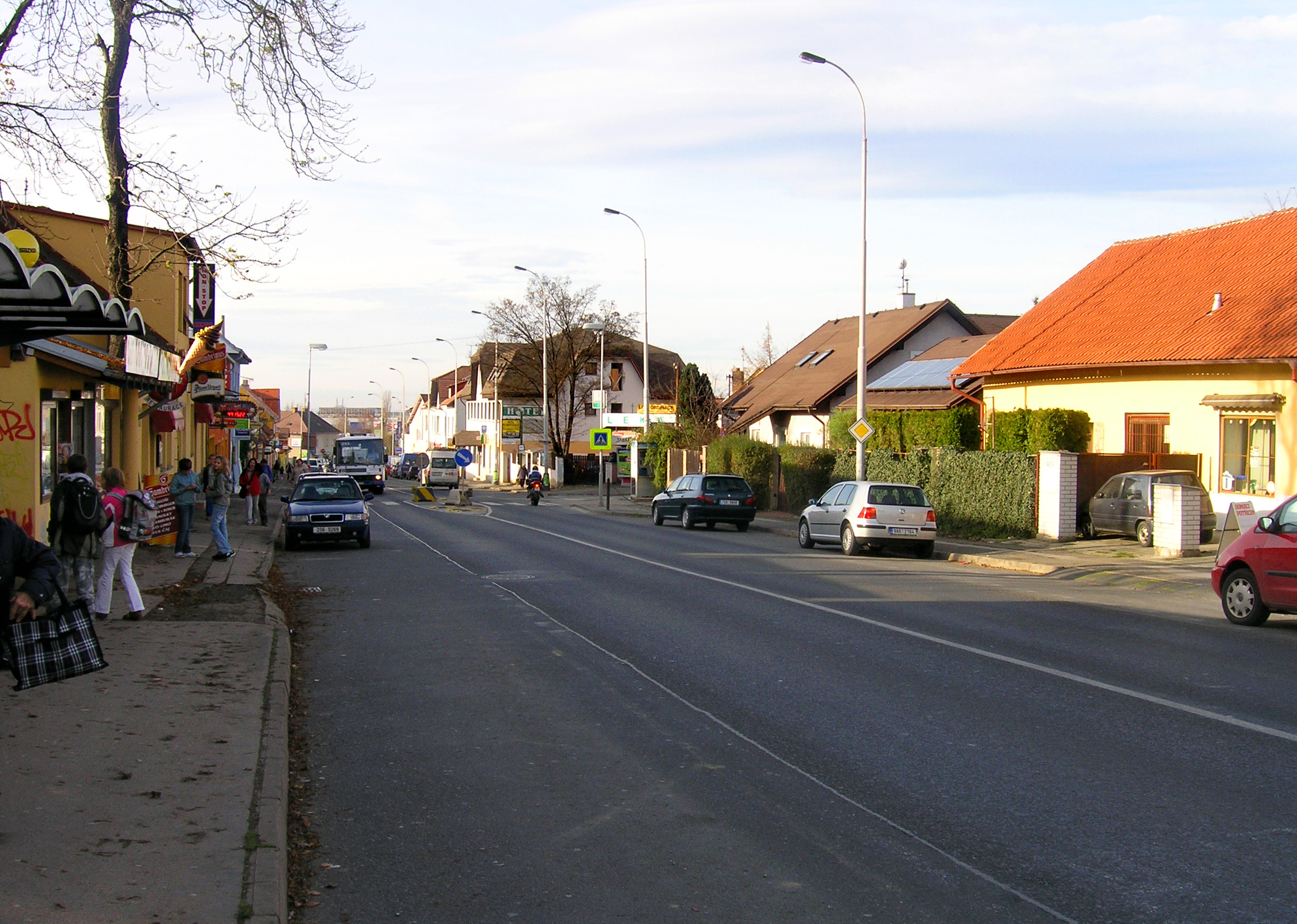
Černokostelecká ulice
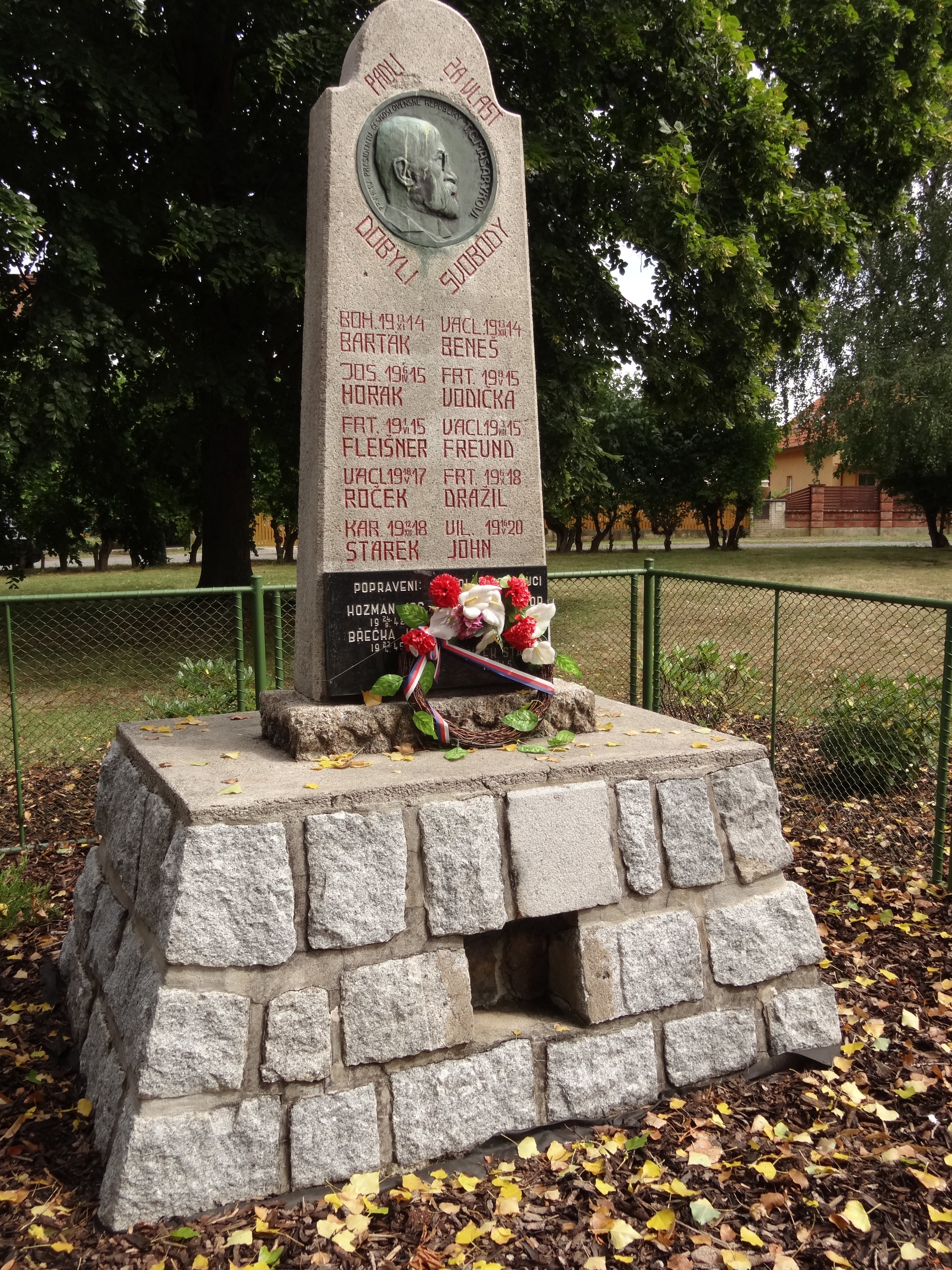
Pomník padlým na náměstí Československé armády
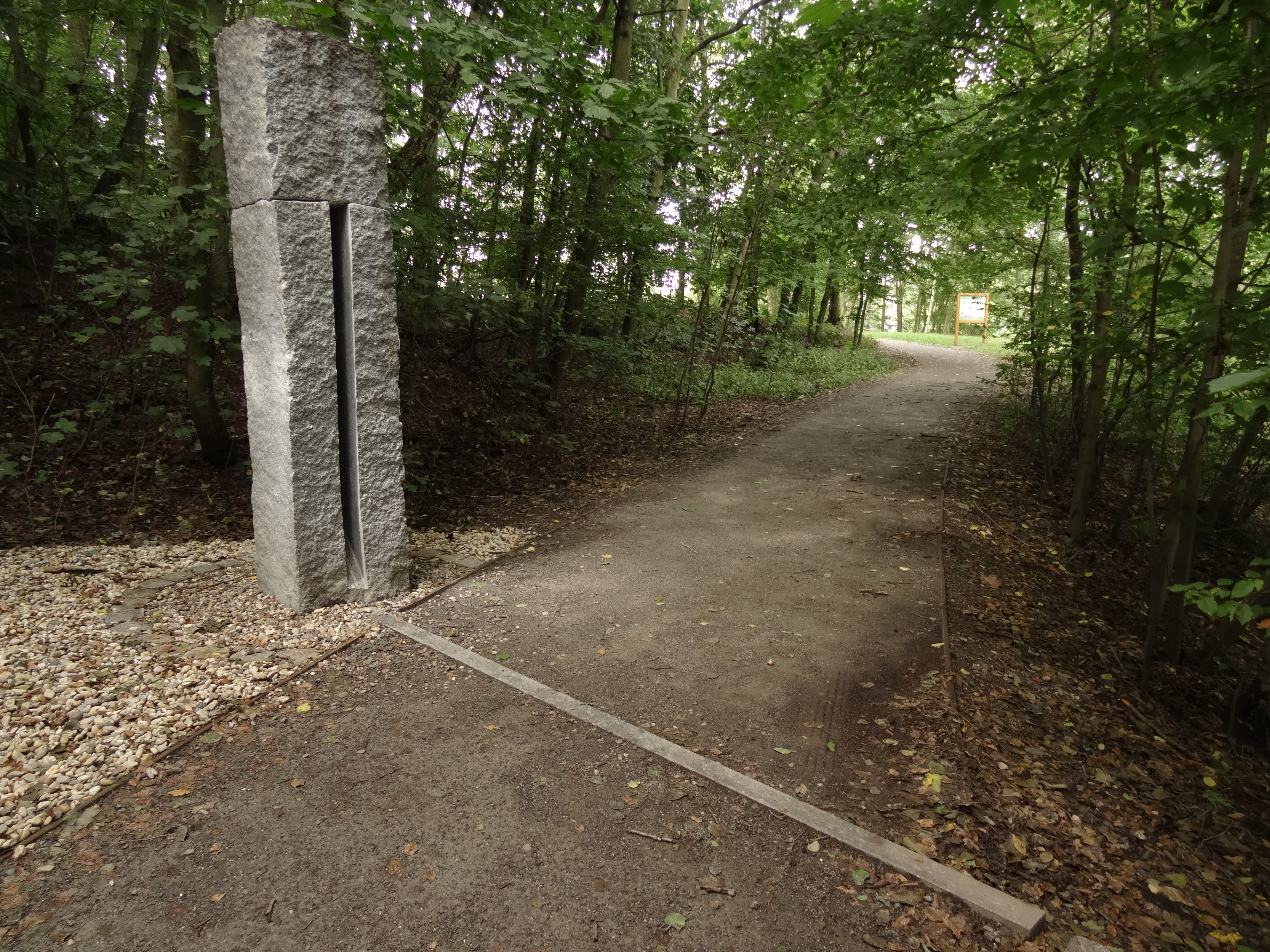
Obelisk jižně od rybníka vyznačující průběh 50. rovnoběžky